# Departamento de Chocontá
Chocontá fue uno de los departamentos en que se dividía el Estado Soberano de Cundinamarca (Colombia). Fue creado por medio de la ley del 14 de noviembre de 1857, a partir del territorio nor-occidental de la provincia de Bogotá. Tenía por cabecera a la ciudad de Chocontá. El departamento comprendía parte del territorio de las actuales regiones cundinamarquesas de Almeidas y Ubaté.

## Historia
El departamento de Chocontá fue creado y suprimido múltiples veces durante la existencia del Estado Soberano de Cundinamarca. Fue creado el 14 de noviembre de 1857, pero por medio de la ley del 7 de julio de 1860 fue integrado al departamento de Zipaquirá. Luego fue recreado con la ley del 7 de septiembre de 1862 y vuelto a suprimirse el 2 de febrero de 1865, siendo su territorio anexado al departamento del Norte. El 16 de enero del año siguiente se erigió de nuevo, para finalmente ser suprimido el 10 de agosto de 1869.

## División territorial
El departamento al momento de su creación (1857) estaba dividido en los distritos de Chocontá (capital), Manta, Tibirita, Machetá, Hatoviejo, Lenguazaque, Guachetá, Simijaca, Susa, Fúquene, Paime, Carupa, Ubaté, Cucunubá, Suesca y Sesquilé.
Tras su segunda creación (1862), el departamento quedó conformado por los distritos de Chocontá (capital), Hatoviejo, Cucunubá, Gachetá, Lenguazaque, Suesca, Manta, Machetá, Tibirita, Ubaté, Carupa, Fúquene, Paime, Simijaca, Susa, Tausa y Sutatausa.
Su tercera recreación (1866) indicó que el departamento debía quedar compuesto por los distritos de Chocontá (capital), Hatoviejo, Cucunubá, Gachetá, Lenguazaque y Suesca.